# Aureil
Aureil település Franciaországban, Haute-Vienne megyében. Lakosainak száma 1033 fő (2022. január 1.). Aureil Saint-Just-le-Martel, Eyjeaux, Feytiat, La Geneytouse és Royères községekkel határos.

## Népesség
A település népességének változása:
| Lakosok száma | 972  | 993  | 1015 | 1004 | 1006 | 1008 | 1009 | 1019 | 1033 |
|               | 2013 | 2015 | 2016 | 2017 | 2018 | 2019 | 2020 | 2021 | 2022 |